# Maestro di Barberino
Maestro di Barberino (fl. XIV secolo) è stato un pittore italiano, attivo a Firenze tra il 1350 e il 1380 circa.

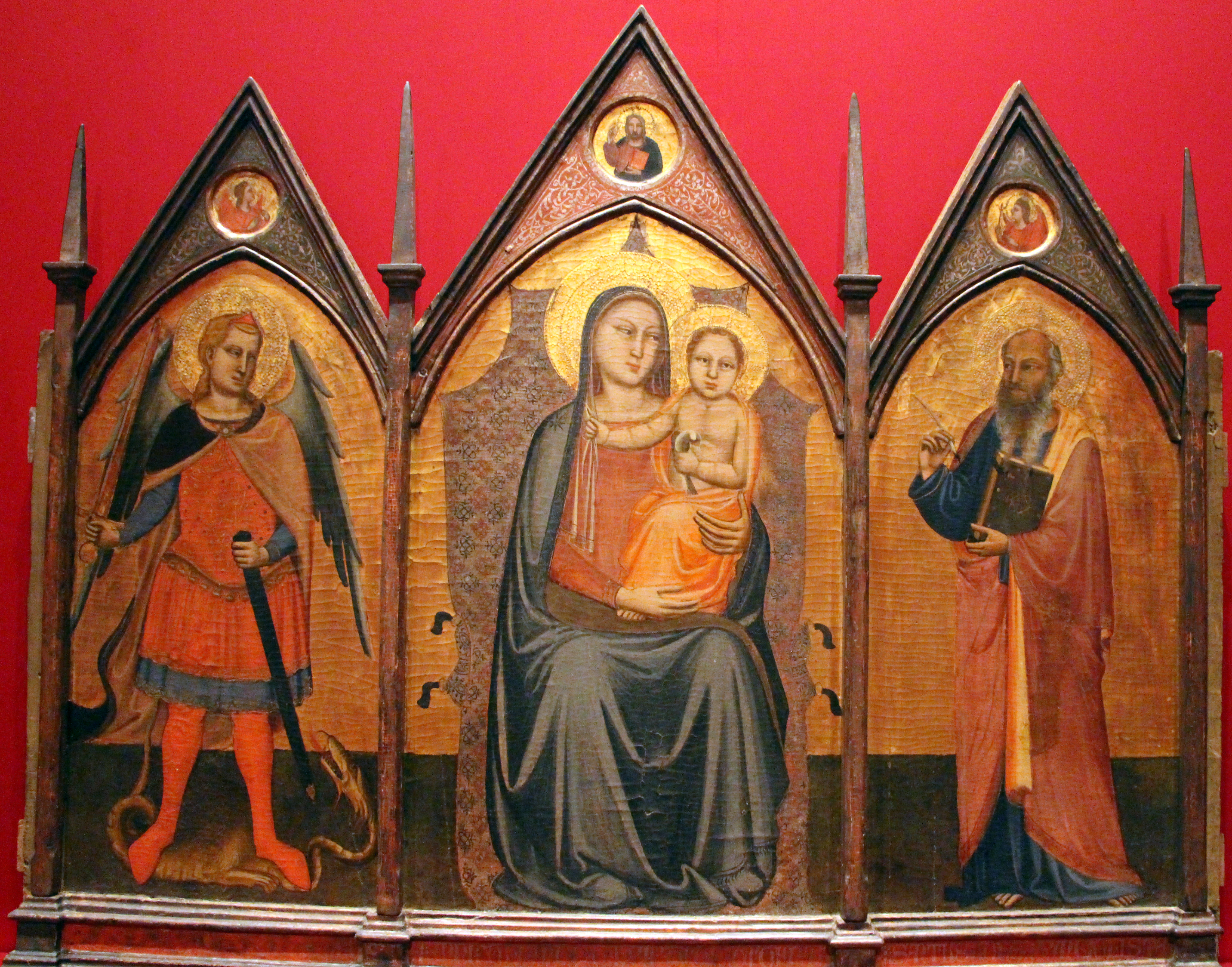
Madonna col Bambino, san Michele e san Giovanni evangelista, 1357, da Pagliericcio, Sanstissimo Crocifisso,

Pittore minore del Trecento fiorentino, l'anonimo artista  è indicato dalla critica con il nome convenzionale di Maestro di Barberino, denominazione derivata dal polittico disperso (oggi diviso tra il Museo Diocesano di Firenze e la Hatton Gallery di Newcastle upon Tyne), eseguito per la chiesa di San Bartolomeo (Barberino Val d'Elsa).
Collaborò,  all'inizio della sua carriera, con l'Orcagna, partecipando alla decorazione della cappella maggiore nella chiesa Santa Maria Novella (perduta), e successivamente lavorò con Puccio di Simone, con il quale realizzò una tavola d'altare oggi nel Fogg Art Museum di Cambridge (Massachusetts).
L'artista eseguì, affiancato dal giovane Pietro Nelli, la maggior parte degli affreschi nella scarsella dell'oratorio di Santa Caterina delle Ruote a Rimezzano, presso Bagno a Ripoli, e lavorò poi nella pieve di San Lorenzo a Signa.
Nel 1369 dipinse un'Annunciazione nella chiesa di Ognissanti a Firenze.

## Stile
Lo stile del Maestro di Barberino è ingenuo e popolare, con un'evoluzione nel tempo indirizzata a una maggiore morbidezza di forme e una più marcata tenerezza negli atteggiamenti.